# Cour-Marigny
Cour-Marigny – miejscowość i gmina we Francji, w Regionie Centralnym, w departamencie Loiret.
Według danych na rok 1990 gminę zamieszkiwały 262 osoby, a gęstość zaludnienia wynosiła 20 osób/km² (wśród 1842 gmin Regionu Centralnego Cour-Marigny plasuje się na 879. miejscu pod względem liczby ludności, natomiast pod względem powierzchni na miejscu 984.).